# 白角 (屯門)

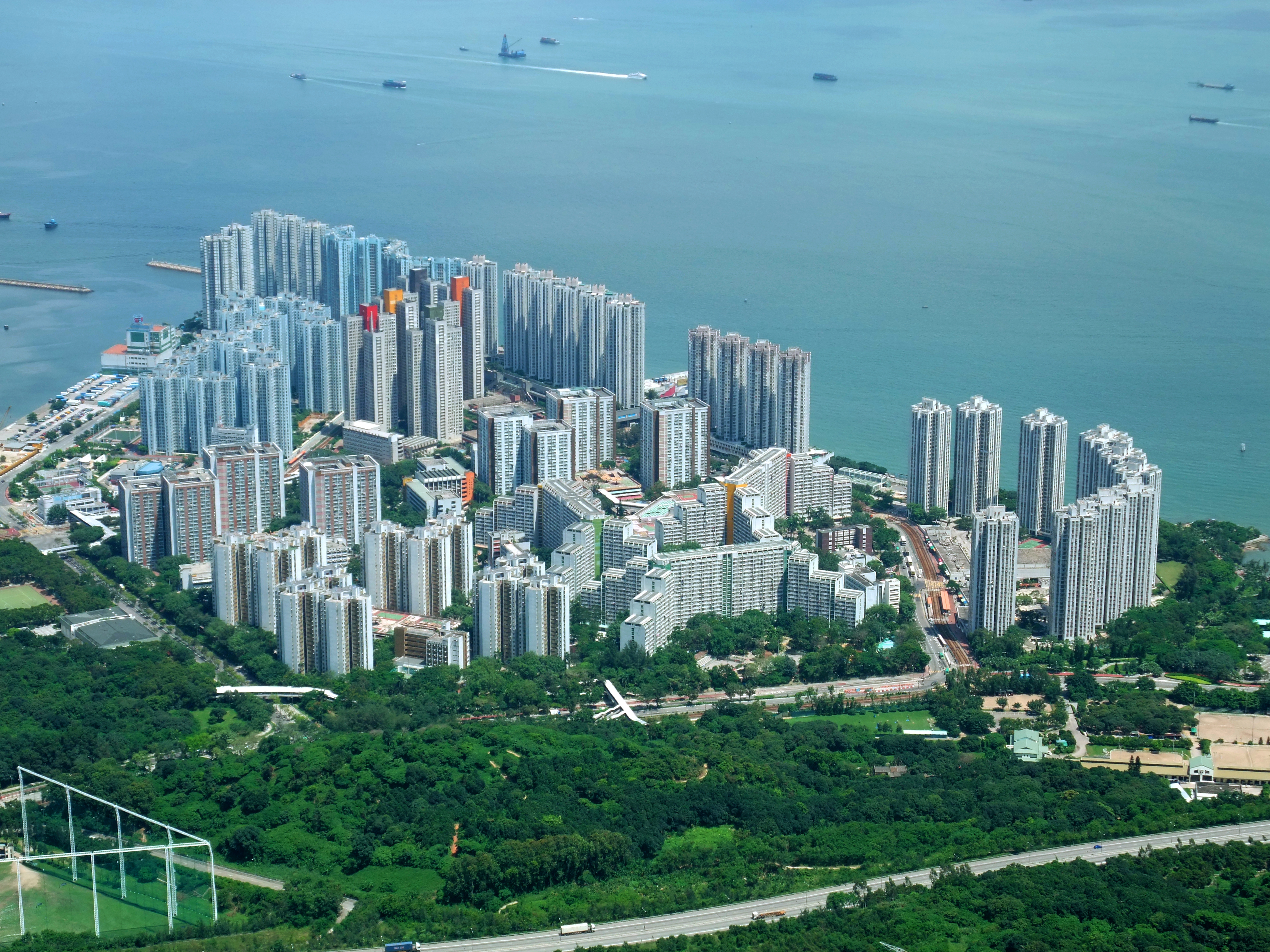
白角位於圖中最右，美樂花園的海岸附近

白角（英語：Pak Kok）為香港屯門一個已消失海角。
白角原為屯門青山灣西南中央凸出之海角，又名北角。當年屯門對外尚未有陸路（青山公路1910年代始通車），只靠水路運輸，人跡罕至但鄰近珠江口，恰好用於匿藏及聯絡，於是孫中山便於白角附近興建紅樓作為基地之一，策動反清革命。1970年代香港政府為發展屯門新市鎮，將海角北面的沙灘填海以興建住宅區，只餘下南面部份，即蝴蝶灣泳灘。
蝴蝶灣公園中的「白角污水泵房」就是以「白角」命名。香港輕鐵亦曾設「白角站」，今改名輕鐵車廠站，而九龍巴士早期亦將來往蝴蝶灣的巴士路線，終點站命名為白角。

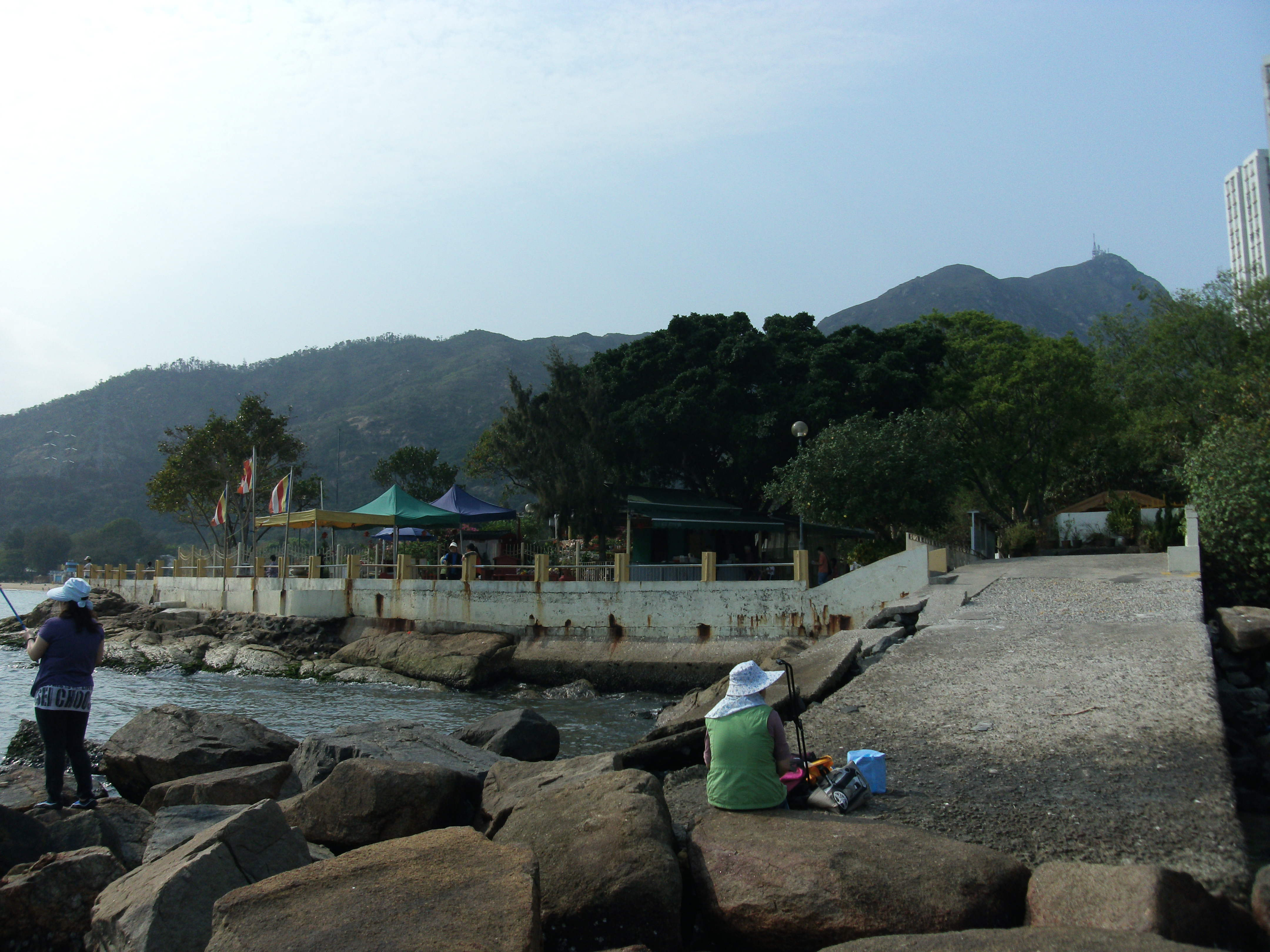
白角回望：從海邊望向建於白角之上的「望海觀音廟」；最左（西面）為蝴蝶灣泳灘、最右（東面）為美樂花園（2012年3月）
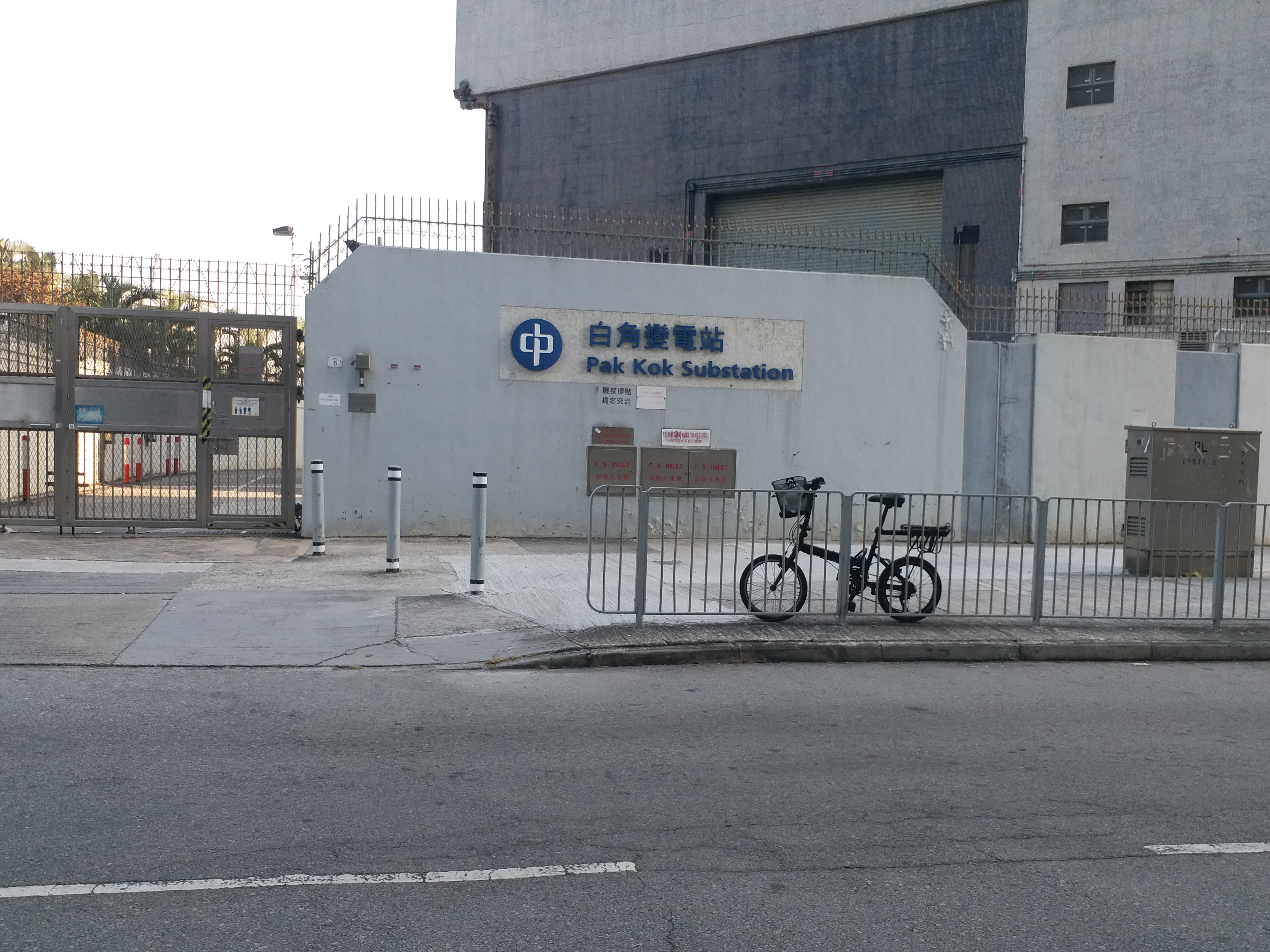
位於湖康街的中電集團白角變電站（2021年1月）